# Мистер Питкин: вверх тормашками
Мистер Питкин: вверх тормашками (англ. Up in the World) — кинокомедия производства Rank Organisation. Премьера в Великобритании состоялась 6 декабря 1956 года.

## Сюжет
Норман (фамилия Питкин в фильме не упомянута) принят на работу мойщиком окон в шикарном особняке Бандервилль. Сэра Реджинальда, сына хозяев дома, пытаются похитить бандиты. Норману удаётся освободить мальчика, но из-за травмы головы тот теряет память. Незадачливого спасителя принимают за главного гангстера и приговаривают к 25 годам тюремного заключения, но он совершает дерзкий побег на глазах всей тюрьмы…
У фильма счастливый конец: Норман встречает свою любовь и женится.

## В ролях
В фильме задействовано свыше 30 актёров, не считая актёров массовки.
| Актёр                                          | Роль                                                   |
| ---------------------------------------------- | ------------------------------------------------------ |
| Норман Уиздом                                  | Норман (Norman)                                        |
| Морин Суонсон (англ. Maureen Swanson)          | Дженни Эндрюс (Jeannie Andrews)                        |
| Джерри Дезмоунд (англ. Jerry Desmonde)         | майор Виллоуби ( Maj. Willoughby)                      |
| Майкл Каридия (англ. Michael Caridia)          | сэр Реджинальд (Sir Reginald)                          |
| Колин Гордон (англ. Colin Gordon)              | Флетчер Херингтон (Fletcher Hethrington)               |
| Эмброзин Филпоттс (англ. Ambrosine Phillpotts) | леди Бандервилль (Lady Banderville)                    |
| Майкл Уорд (англ. Michael Ward (actor))        | Маврикий (Maurice)                                     |
| Джилл Диксон (англ. Jill Dixon)                | Сильвия (Sylvia)                                       |
| Эдвин Стайлз (англ. Edwin Styles)              | фокусник (Conjuror)                                    |
| Хай Хэзелл (англ. Hy Hazell)                   | Ивонна (Yvonne)                                        |
| Уильям Лукас (англ. William Lucas (actor))     | Мик Беллман (Mick Bellman)                             |
| Лайонел Джеффрис (англ. Lionel Jeffries)       | Вильсон (Wilson)                                       |
| Сирил Чемберлен (англ. Cyril Chamberlain)      | (Harper)                                               |
| Майкл Бреннан (англ. Michael Brennan (actor))  | тюремный надзиратель (Prison Warder)                   |
| Эдвард Лесли (англ. Eddie Leslie)              | Макс (Max)                                             |
| Эдвард Лекси (англ. Edward Lexy)               | детектив (Detective Superintendant)                    |
| Бернард Бресслоу (англ. Bernard Bresslaw)      | Уильямс (Williams (uncredited))                        |
| Майкл Голден (англ. Michael Golden (actor))    | швейцар ночного клуба (Nightclub Doorman (uncredited)) |
| Эдмунд Уиллард (англ. Edmund Willard)          | судья (Judge (uncredited))                             |
| Иан Хендри                                     | сержант коммандо (Commando sergeant (нет в титрах))    |

## Критика
Американский еженедельник TV Guide назвал фильм «обычной британской комедией».

## Интересные факты
Фамилия Питкин в фильме не упомянута, но в российском прокате фильм называется «Мистер Питкин: вверх тормашками».